# Christoph Jakob Lidl

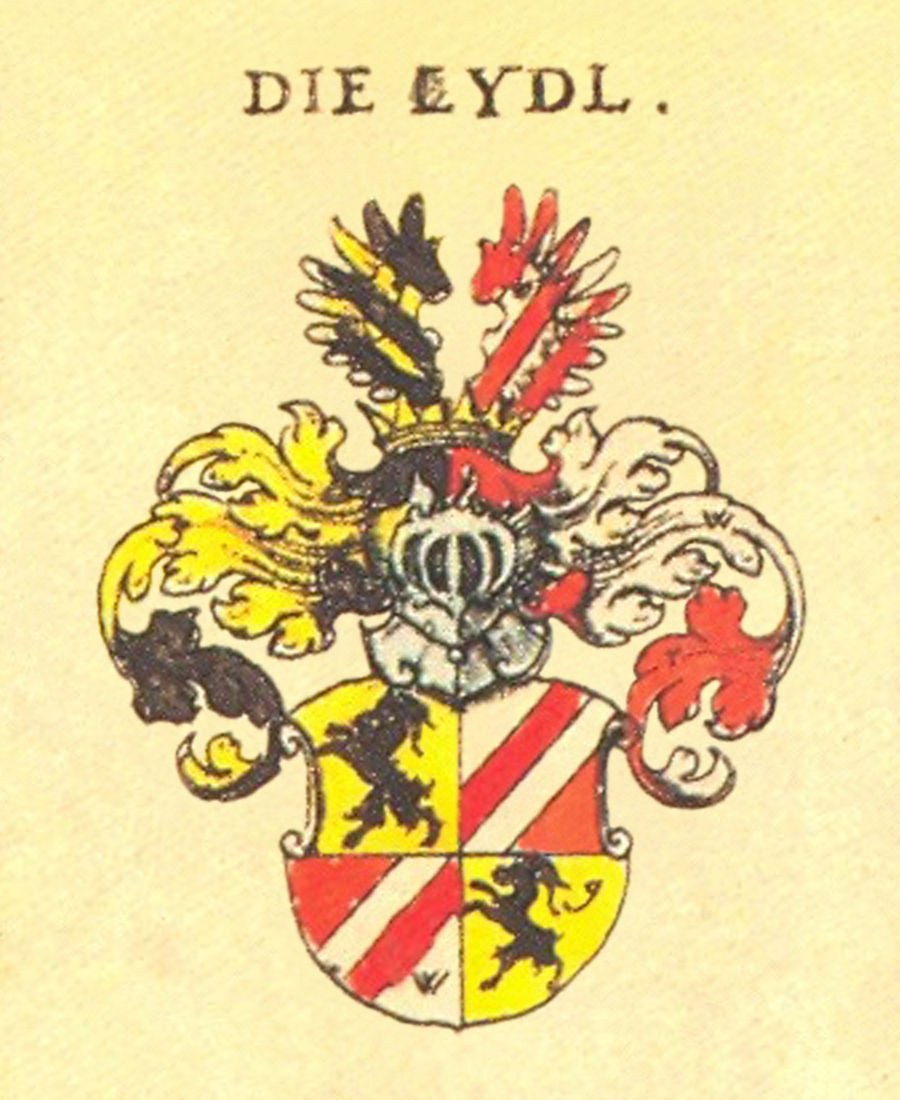
Familienwappen

Christoph Jakob Lidl (* um 1540 in Schongau; † um 1597) war ein Tiroler Burghauptmann, österreichischer Feld- und Hauszeugmeister sowie schwäbischer Landvogt.

## Leben
Er stammte aus dem briefadligen Geschlecht Lidl von Mayenburg, das ursprünglich aus dem Herzogtum Bayern stammte. Sein Vater war Jakob Philipp Lidl, Kastner, Stadt- und Landrichter zu Schongau, der 1549 zusammen mit seinem Onkel in den Reichsritterstand erhoben wurde. Christoph Jakob Lidl soll als Gefolgsmann Philippine Welsers über Augsburg an den Hof in Innsbruck gekommen sein. Er trat in österreichische Kriegsdienste und zeichnete sich in mehreren Schlachten aus. Der Tiroler Landesfürst ernannte ihn zum Burghauptmann von Ambras und Oberverwalter von Hörtenberg, Rottenburg und Rotholz. Darauf bekleidete er das Amt des ober- und vorderösterreichischen Feld- und Hauszeugmeisters. 1586 erwarb er Schloss Stein unter Lebenberg, sowie 1592 das landesfürstliche Gericht und Feste Mayenburg mit Tisens als landesfürstliches Lehen. 1589 trat er die Nachfolge Georg Ilsungs als schwäbischer Landvogt an. Im Kammerverzeichnis erscheint er als einer der vermögendsten Grundbesitzer Tirols. Da er kinderlos war, ging das Erbe an die Familie seines Bruders Hans Urban Lidl, Obersthofmeister, Geheimrat und Landvogt der Markgrafschaft Burgau. 1597 wurde Georg Fugger Freiherr von Kirchberg und Weißenhorns schwäbischer Landvogt. Seine Schwester Susanna Christina Lidl fungierte am Hof in Innsbruck ebenfalls als Obersthofmeisterin.